# پولیستنا
پولیستنا (به ایتالیایی: Polistena) یک کومونه در ایتالیا است که در استان رجو کالابریا واقع شده‌است.

## خصوصیات
پولیستنا ۱۱٫۷ کیلومترمربع مساحت و ۱۰٬۷۱۹ نفر جمعیت دارد و ۲۵۴ متر بالاتر از سطح دریا واقع شده‌است.

## خواهرخوانده
شهر انتسولا دل امیلیا خواهرخواندهٔ پولیستنا هست.